# Sytuacja prawna
Sytuacja prawna – zespół okoliczności prawnych, w których znajduje się określony podmiot. Jest to konstrukcja szersza niż konstrukcja stosunku prawnego. Można o niej mówić także w ujęciu abstrakcyjnym, a nie tylko jednostkowym, np. sytuacja klęski żywiołowej.
Sytuacja prawna może być:
- pochodna – wynikająca z działań innych podmiotów;
- podstawowa – wynikająca bezpośrednio ze zbioru norm prawnych, które bezpośrednio dotyczą podmiotu;
- złożona – powstająca z połączenia sytuacji pochodnej i podstawowej lub połączenia kilku sytuacji pochodnych i podstawowych.